# Giorgio Contini
Giorgio Contini (Winterthur, 4 januari 1974) is een Zwitsers voormalig profvoetballer en huidig voetbaltrainer. Gedurende zijn spelersloopbaan was hij actief als aanvaller. Hij speelde op 28 februari 2001 zijn eerste en enige interland voor zijn vaderland Zwitserland. Het betrof een vriendschappelijke wedstrijd tegen Polen. Na zijn spelersloopbaan stapte Contini het trainersvak in.

## Erelijst

### Als speler
FC St. Gallen
- Landskampioen (1x)

2000

### Als manager
FC Vaduz
- Challenge League (1x)

2014
- Liechtensteinse voetbalbeker (4x)

2013, 2014, 2015, 2016

### Individueel
- Liechtensteinse Coach van het Jaar (2x)

2014, 2016